# Rancio
Mit dem Begriff rancio (spanisch: ranzig) werden in der Weinsprache Weine belegt, die aus heißen Weinbaugebieten stammen und die absichtlich einem oxidativen Ausbau bei gleichzeitiger Hitzeeinwirkung unterzogen wurden. Die Herstellung findet v. a. in verschiedenen spanischen und katalanisch-sprachigen Gebieten sowie in Okzitanien statt. Französische Appellationen, in denen solche Vin Doux Naturel (VDN) vom Stil Rancio hergestellt werden, sind Banyuls, Rivesaltes, Maury und Rasteau.

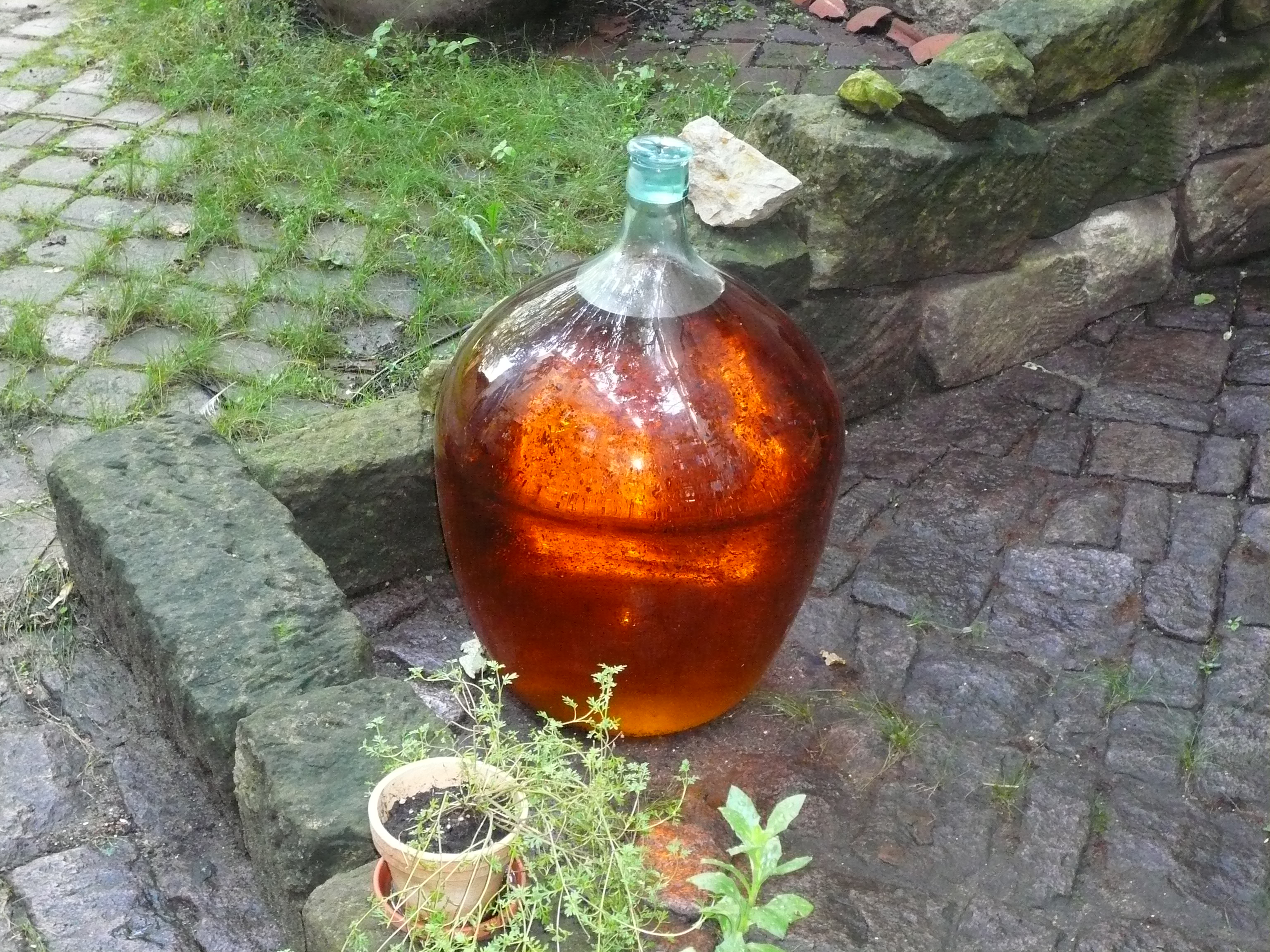
Gefüllter Glasballon

Der Grundwein wird zur Erzielung eines ausreichend hohen Alkoholgehalts zumeist aufgespritet und in Holzfässern oder Glasballons gereift. Die nicht komplett gefüllten Reifebehälter werden dabei absichtlich der Wärme ausgesetzt. Durch die Wärmeeinwirkung wird die oxidative Wirkung beschleunigt, wobei der hohe Alkoholgehalt eine Entwicklung von Essigsäurebakterien verhindert. Durch die Wärme wird die Bildung von Aldehyden und Acetalen sowie anderer Aromastoffe begünstigt. Die Temperatur ist bei diesem Verfahren jedoch geringer als bei dem verwandten Prozess der Madeirisierung, so dass beim rancio eher die Geschmacksnoten von Nüssen und ranziger Butter überwiegen, während beim Madeira eine Karamellnote dominiert.
Im Weinbaugebiet Alicante entsteht auf diese Weise der Fondillón aus der roten Rebsorte Monastrell. In Katalonien, im Nordosten Spaniens, wird der Likörwein Mistela  häufig dem Rancio zugesetzt.
Beim französischen Vin Jaune sowie beim italienischen Vin Santo wird der Begriff rancio in der Weinbeschreibung bisweilen fälschlich genutzt.